# Coscinia splendida
Coscinia splendida är en fjärilsart som beskrevs av Franz Dannehl 1929. Coscinia splendida ingår i släktet Coscinia och familjen björnspinnare. Inga underarter finns listade i Catalogue of Life.